# Districte Meatpacking

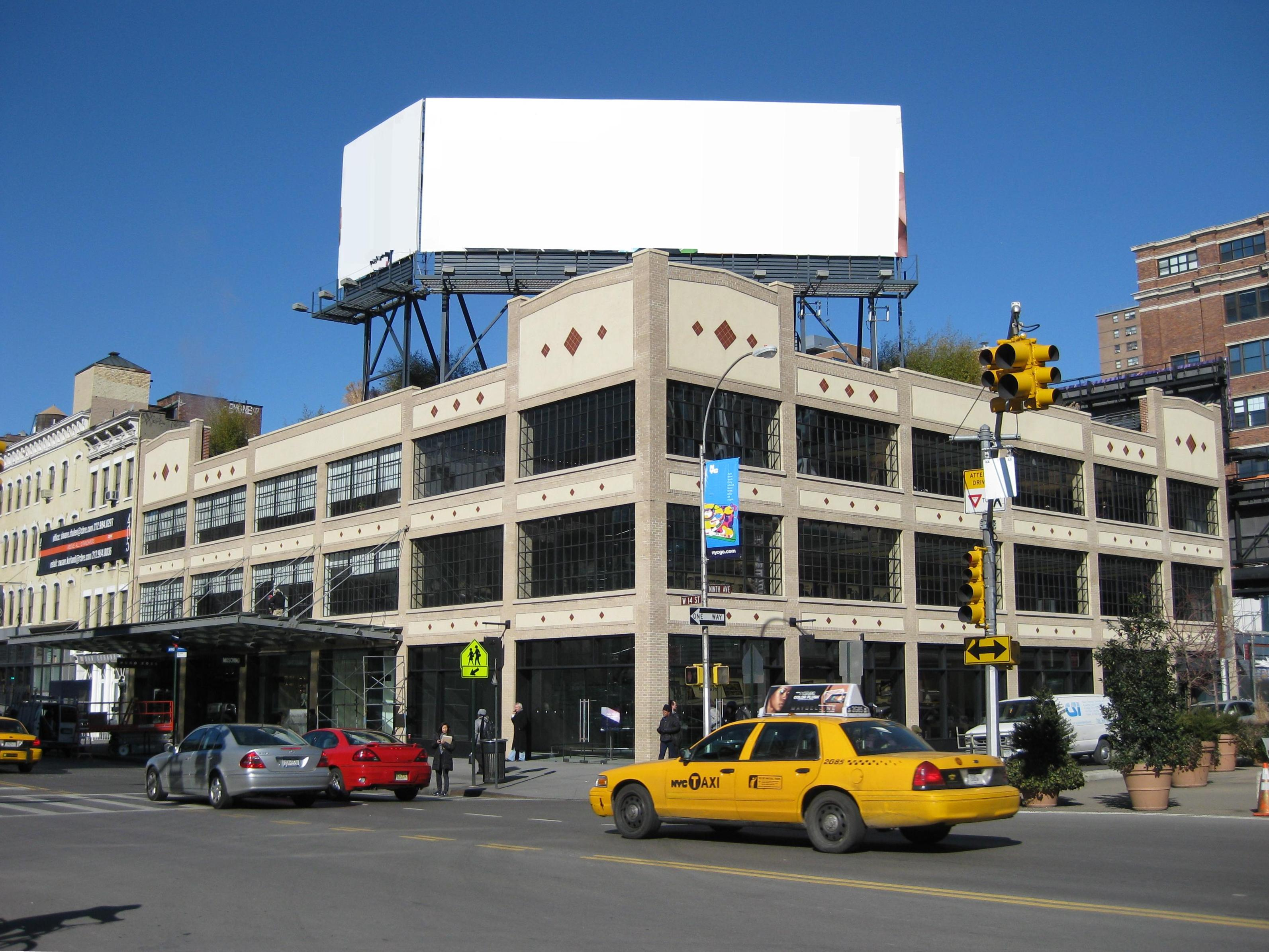
Botiga d'informàtica Apple.

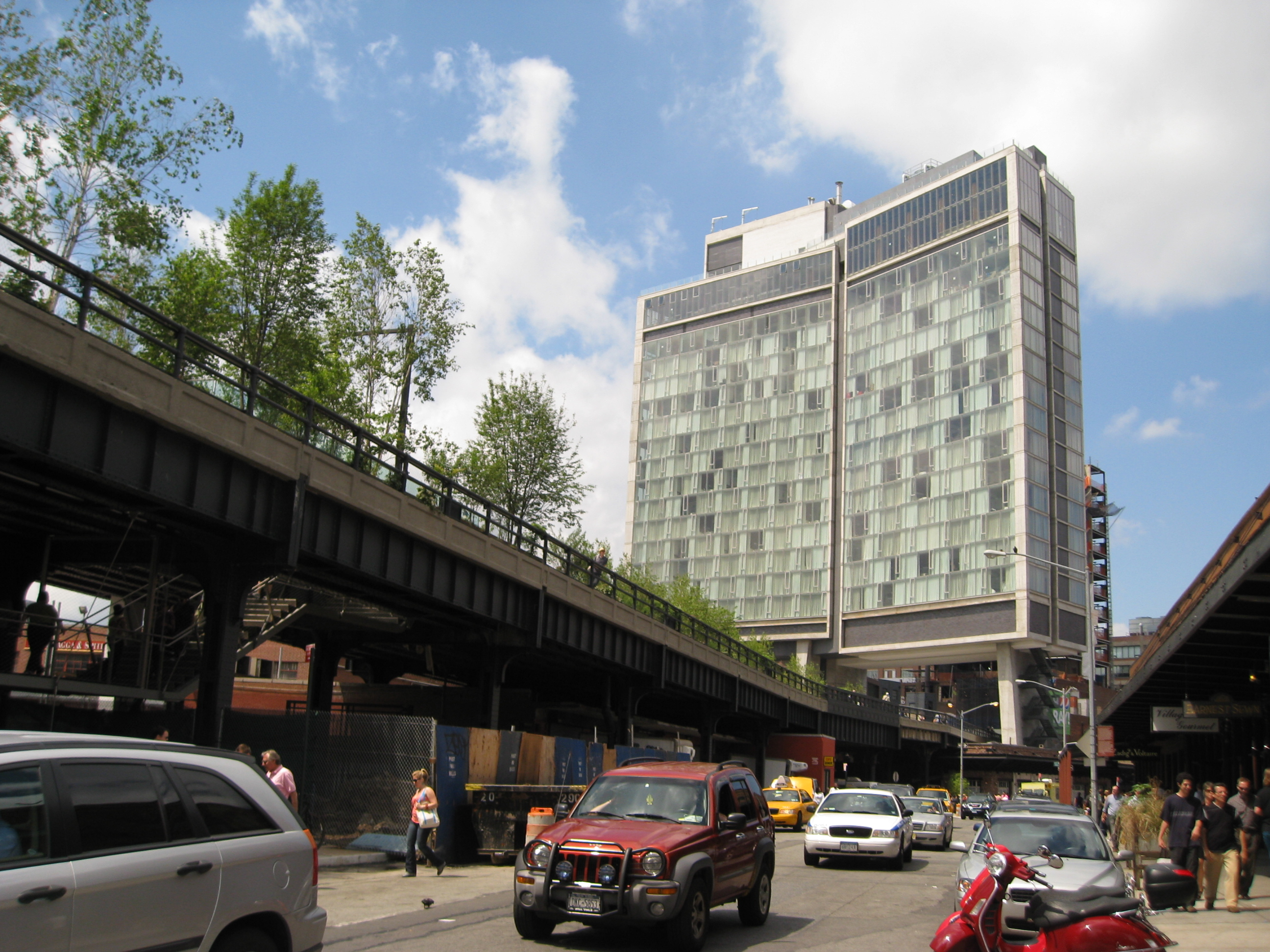
Standard Hotel sobre la High Line (Nova York).

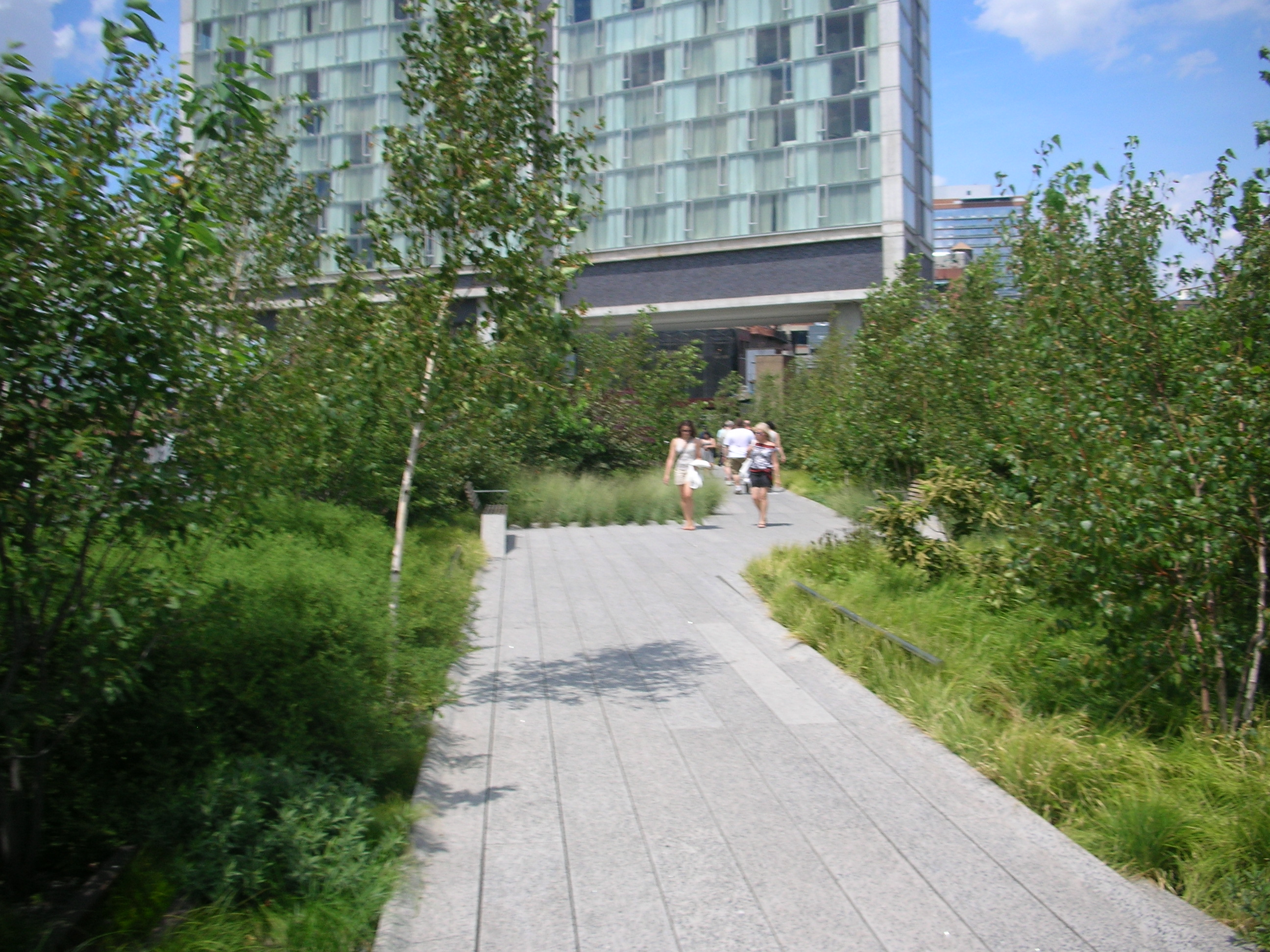
Passeig elevat i arbrat High Line

El districte Meatpacking (en català "envasatge de carn") és un barri de la ciutat de Nova York situat a la zona de Manhattan i que ocupa aproximadament des del sud de 14th Street a Gansevoort Street, i des de l'est del riu Hudson a Hudson Street. tot i que en els darrers anys s'ha estès cap al nord al 16th Street i a l'est més enllà de Hudson Street.

## Història

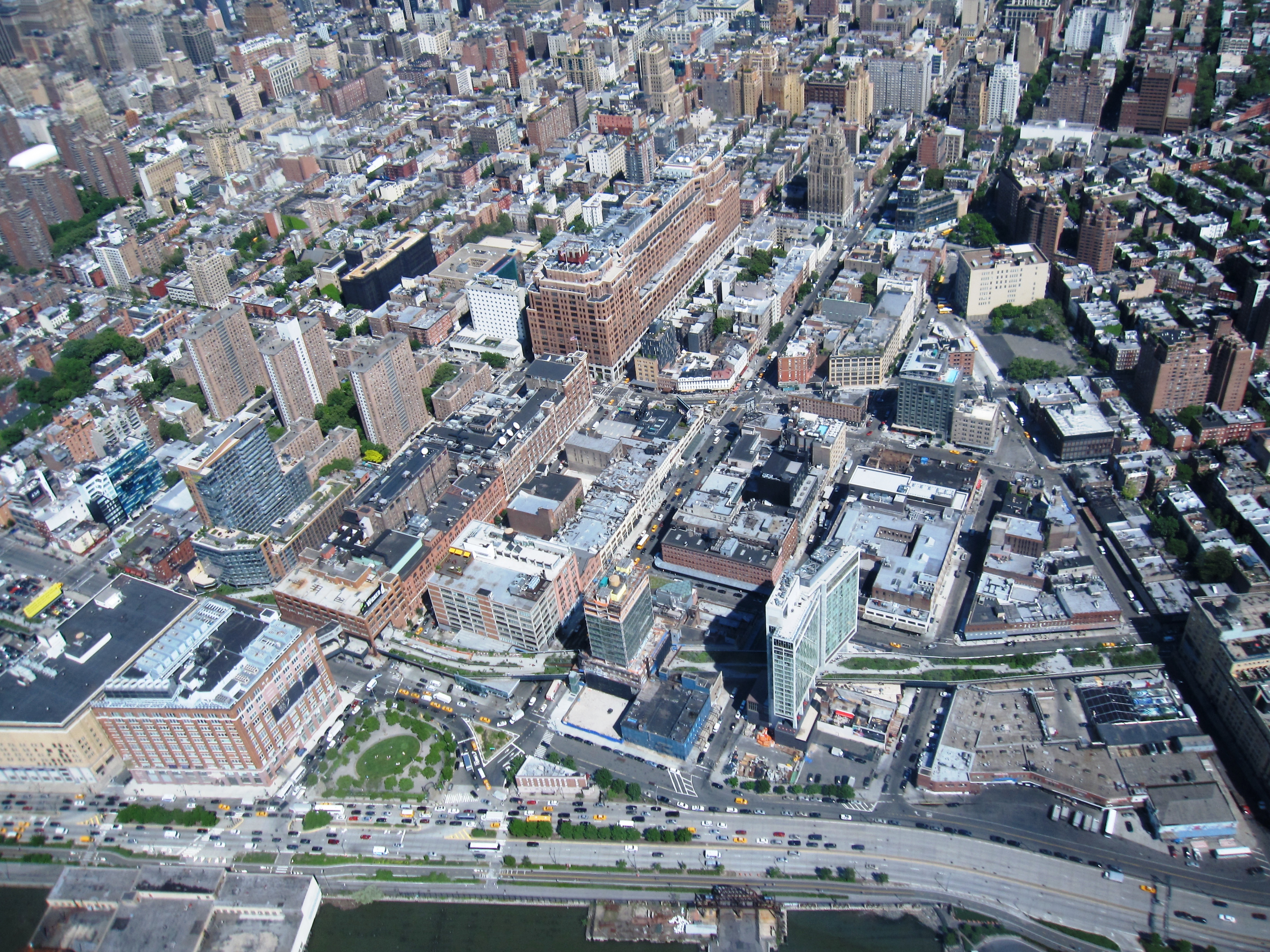
Vista aèria de la zona.

El 1900, el mercat de Gansevoort concentrava 250 escorxadors i plantes d'envasatge de carn, però cap als vuitanta, la zona s'havia fet famosa com a centre de tràfic de drogues i prostitució, particularment transsexual. Simultàniament a l'increment de l'activitat sexual il·lícita, aquesta àrea industrial escassament poblada va convertir-se en el focus de la creixent subcultura BDSM gai de la ciutat; adoptant indirectament el model de negoci de l'empresari de discoteques David Mancuso, aproximadament una dotzena de sex-clubs- amb alguns de notables com: The Anvil, The Manhole, i l'hetero-friendly Hellfire Club — van obrir-se a la zona. Al capdavant de l'escena hi havia l'exclusiu, només per socis, The Mineshaft al Little West 12th Street. Una gran quantitat d'aquests establiments estaven sota control directe de la mafia o subjectes als xantatges del Departament de Policia de Nova York. El 1985, The Mineshaft va ser clausurat per les autoritats de la ciutat en plena prevenció contra la SIDA.
Cap a les darreries dels noranta, el districte Meatpacking va experimentar una transformació. Es van obrir botigues de luxe que acontentaven una clientela de joves professionals i de persones a l'última moda, entre aquests negocis hi havia: Diane von Furstenberg, Charles Nolan, Christian Louboutin, Alexander McQueen, Stella McCartney, Rubin Chapelle, Scoop, Theory, Ed Hardy, Puma Black Store, Moschino, ADAM d'Adam Lippes, Jeffrey New York, l'Apple Store, i Calypso de Christiane Celle; botigues de mobles per encàrrec com Establishment; restaurants com Pastis i Buddha Bar; i clubs nocturns com Tenjune, One, G-Spa, Cielo, APT, Level V, i Kiss and Fly. El 2004, New York magazine va anomenar el Districte Meatpacking," La barriada més a l'última de Nova York" "New York's most fashionable neighborhood".

## Conservació
Cap al 2003, només quedaven 35 dels 250 escorxardors i plantes d'envasatge del segle anterior. El setembre de 2003, després de tres anys exercint pressió per part de la Greenwich Village Society for Historic Preservation, la New York City Landmarks Preservation Commission (LPC) va considerar districte històric la zona de Gansevoort Market. La Comissió de Conservació del Paisatge (LPC) va concedir només part de les seves demandes: la riba del nou districte en quedava exclosa, i les restriccions relacionades amb la designació no es van aplicar a l'hotel de luxe de 14 pisos (the Hotel Gansevoort) que va obrir l'abril de 2004.
El 2007, la Meatpacking District Arxivat 2020-08-14 a Wayback Machine., pàgina web del districte, va obrir per servir la comunitat i aquells que volguessin conèixer més la zona. La pàgina té la intenció d'oferir informació general i sobre negocis. Aquest mateix any, GVSHP va anunciar que el comissari dels parcs de l'estat de Nova York, Carol Ash, havia aprovat afegir tot el districte Meatpacking al registre de llocs històrics de l'estat de Nova York. i no només el districte històric de Gansevoort Market designat per la ciutat. El districte es va inscriure al registre nacional el 30 de maig de 2007, amb 140 edificis, dues estructures i un altre lloc inclòs.
El juny de 2009, el primer segment de la High Line, una antiga línia elevada de trens de mercaderies que s'havia construït sota l'atenta mirada de l'urbanista Robert Moses (1888-1981), obria noves vistes al districte i la part sud de Chelsea al nord com una via verda dissenyada a la manera de la parisenca Promenade Plantée. Tretze mesos abans, el Museu Whitney d'Art Americà anunciava que construiria un segon edifici dissenyat per Renzo Piano a Gansevoort Street, a l'oest de Washington Street i de l'entrada més al sud de la High Line.